# Przeciągnięcie
Przeciągnięcie – w aerodynamice lotniczej – zjawisko znacznego, gwałtownego spadku siły nośnej i gwałtownego przyrostu oporu aerodynamicznego, na skutek zbyt dużego kąta natarcia skrzydła – ściślej przekroczenia krytycznego kąta natarcia skrzydła. Towarzyszy temu na ogół wystąpienie chwilowej, częściowej lub całkowitej utraty sterowności.

Krzywa współczynnika siły nośnej w zależności od kąta natarcia. Kąt krytyczny to z definicji kąt, przy którym krzywa osiąga maksimum.

Przedstawienie rozkładu sił działających na płatowiec podczas zakrętu i wzrost prędkości przeciągnięcia (stall speed) w miarę wzrostu przechylenia. Przy stałej prędkości przyrządowej IAS – płatowiec w najgłębszym przechyleniu wchodzi w przeciągnięcie (stall).

## Przyczyny przeciągnięcia
Skrzydła wytwarzają siłę nośną, która utrzymuje w powietrzu samolot (lub inny statek powietrzny) i której wartość (przy ustalonej prędkości) zmienia się zależnie od kąta natarcia zgodnie z zależnością ukazaną na wykresie po prawej. Poniżej krytycznego kąta natarcia wzrost kąta natarcia powoduje wzrost siły nośnej, a więc ruch samolotu do góry (pojawia się składowa napływu powietrza od góry), co skutkuje zmniejszeniem kąta natarcia. Kąt natarcia jest zatem w tym obszarze stabilny.
Po osiągnięciu kąta krytycznego, dalszy wzrost kąta natarcia skutkuje spadkiem siły nośnej. Samolot opada. Opadanie to powoduje dalszy wzrost kąta natarcia (pojawia się dodatkowa składowa napływu powietrza od dołu), co z kolei dalej zmniejsza siłę nośną itd. – jest to samowzmacniający się efekt. Kąt natarcia staje się niestabilny – gwałtownie rośnie. W konsekwencji samolot przepada – gwałtownie traci wysokość.
Używany w języku polskim termin „przeciągnięcie” pochodzi prawdopodobnie stąd, że doprowadzenie do przeciągnięcia następuje najczęściej z powodu zbyt mocnego ściągania drążka sterowego na siebie.

## Przebieg przeciągnięcia
Efekt przeciągnięcia zależy tylko od kąta natarcia. Ponieważ jednak w locie ustalonym (np. z przeciążeniem 1g, tzn. locie po prostej) kąt natarcia rośnie z malejąca prędkością, a pilot ma do dyspozycji prędkościomierz, a z reguły nie ma wskaźnika kąta natarcia, w dyskusjach o przeciągnięciu mówi się w terminach prędkości. W tych dyskusjach „prędkość przeciągnięcia” to prędkość osiągana w locie na krytycznym kącie natarcia, przy przeciążeniu 1g. Należy pamiętać, że w locie przy wyższym przeciążeniu (np. w zakręcie), krytyczny kąt natarcia osiągany jest przy wyższej szybkości, co skutkuje przepadnięciem powyżej zaznaczonej na prędkościomierzu prędkości przeciągnięcia (grafika z prawej).
W miarę zbliżania się do prędkości przeciągnięcia stery tracą swą efektywność, w wyniku czego może wystąpić – w zależności od przebiegu przeciągnięcia – częściowa lub całkowita utrata sterowności statku powietrznego. Ponieważ przy dużych kątach natarcia następuje przesuwanie się (z rosnącym kątem) punktu oderwania strug opływu górnej powierzchni skrzydła do przodu, symptomem zbliżania się do prędkości przeciągnięcia może być również tzw. trzepotanie skrzydeł – odczuwalne drgania, oznaczające, że na części powierzchni skrzydeł już nastąpiło oderwanie strug. Całkowite oderwanie strug powoduje praktycznie utratę siły nośnej przez skrzydło. Dla części statków powietrznych wynikiem przeciągnięcia jest całkowite oderwanie strug, ale nie jest to bezwzględną regułą.
Przebieg przeciągnięcia zależy w dużej mierze od typu statku powietrznego, w tym od kształtu jego krzywej biegunowej prędkości. Duże zakrzywienie biegunowej w zakresie małych prędkości (duża różnica między minimalną prędkością opadania własnego, a prędkością opadania własnego przy minimalnej prędkości lotu) zwiastuje przebieg łagodny, a małe zakrzywienie (mała różnica w prędkościach opadania) – gwałtowny przebieg przeciągnięcia.
W przypadku przebiegu gwałtownego może wystąpić trudna do skompensowania sterami tendencja do przechylania się samolotu na skrzydło. Ponieważ zwykle oderwanie strug następuje niesymetrycznie (na jednym skrzydle nieco wcześniej, niż na drugim), płatowiec wali się na skrzydło (utrata stateczności poprzecznej), co przy braku właściwej reakcji pilota inicjuje zjawisko autorotacji (w tym przypadku wejście w korkociąg).
Wpadnięcie w korkociąg może również nastąpić, jeśli przeciągnięcie nastąpi w przechyleniu (np. w momencie wykonywania zakrętu). Dlatego istotne jest zachowanie stosownego nadmiaru prędkości w zakręcie, co jest szczególnie ważne w warunkach turbulencji, kiedy to, przy niezachowaniu zapasu prędkości, nagły powiew wiatru może spowodować utratę siły nośnej na wewnętrznym skrzydle, czego wynikiem będzie niezamierzony korkociąg.
Współczesne samoloty i szybowce są tak konstruowane, aby ostrzegały pilota przed zbliżającym się przeciągnięciem (np. poprzez trzepotanie czy też sygnały akustyczne), aby sygnalizacja przeciągnięcia trwała do momentu jego ustąpienia, a wyprowadzenie z przeciągnięcia było możliwie jak najprostsze.

## Rodzaje przeciągnięcia
Przeciągnięcie statyczne – przeciągnięcie w wyniku stopniowego zmniejszania prędkości lotu statku powietrznego, aż do osiągnięcia i przekroczenia jego prędkości minimalnej. Przy tym rodzaju przeciągnięcia wyprowadzenie powinno być łatwe poprzez oddanie drążka sterowego do przodu.
Przeciągnięcie dynamiczne – przeciągnięcie w wyniku przekroczenia krytycznego kąta natarcia przy prędkości większej niż minimalna. Wprowadzenie w stan przeciągnięcia dynamicznego następuje w wyniku gwałtownej zmiany kąta natarcia (gwałtownego ściągnięcia drążka sterowego). Tendencja do przeciągnięcia dynamicznego zwiększa się w miarę wzrostu obciążenia powierzchni nośnej płatowca (stosunek masy płatowca do jego powierzchni nośnej).
Oba wspomniane przeciągnięcia mogą mieć miejsce zarówno w locie normalnym, jak i w locie odwróconym (na plecach) – jeśli tylko dany płatowiec jest dopuszczony do lotów odwróconych. W tym drugim przypadku do przeciągnięcia dochodzi poprzez odpychanie drążka od siebie.

## Wyprowadzenie z przeciągnięcia
W chwili zaistnienia przeciągnięcia (początkowy moment tracenia sterowności podłużnej) wystarczy oddanie drążka sterowego od siebie celem nabrania utraconej prędkości. Gdy płatowiec wejdzie w korkociąg, pierwszą akcją pilota jest zahamowanie autorotacji poprzez wdepnięcie steru kierunku odwrotnie do kierunku obrotu („przeciwna noga”). Gdy obrót ustanie drugą akcją pilota jest wyrównanie steru kierunku z jednoczesnym oddaniem drążka sterowego od siebie. W korkociągu plecowym akcja sterem kierunku jest identyczna, zaś drążkiem – odwrotna (ściągnięcie drążka na siebie).
Wyprowadzenie z przeciągnięcia, a zwłaszcza z korkociągu, związane jest zawsze z utratą wysokości (niekiedy dużą) i w razie jej braku (przeciągnięcie nisko nad ziemią, przy podejściu do lądowania) może być przyczyną bądź przesłanką wypadku lotniczego.